# 金峰山 (山梨県・長野県)
金峰山（きんぷさん/きんぽうざん）は、山梨県甲府市と長野県南佐久郡川上村の境界にある標高2,599 mの山である。別名「甲州御岳山」。

## 特徴
奥秩父の主脈に位置し、1950年（昭和25年）7月10日に指定された秩父多摩甲斐国立公園の区域に含まれている。日本百名山、新日本百名山、花の百名山、山梨百名山および甲府名山のひとつ。山梨県側では「きんぷさん」、長野県側では「きんぽうさん」と呼ぶ。
北側から日本海側河川の千曲川の支流、南側から太平洋側河川の釜無川の源流（支流）を発する中央分水嶺である。古くから信仰の対象となり、蔵王権現を祀る。古くは金峯山と表記した。
金峰山周辺は良水晶に恵まれ、山梨県側中巨摩郡（現甲府市）には明治初頭まで水晶鉱山が存在した。
山頂部は開けていて360度の展望があり、「五丈岩」という大きな岩がある。山頂には三等三角点（点名「金峰」、標高2,595.03 m）が設置されている。西側山麓の金山平（かなやまだいら）に、奥秩父を歩き本に著わした田部重治と木暮理太郎のレリーフがある。登山ルートは山梨県北杜市の瑞牆山荘経由が多く親しまれている。長野県川上村の金峰山荘付近には、平安時代の修験者の宿坊跡もある。瑞牆山方面からの景観がよい。ピークのみならば県境の大弛峠から登るのもよい。

## 金峰山信仰
山頂には金櫻神社の本宮があり、古くから修験者の奉賽品や経塚など、金峰山信仰に関わる考古遺物の表面採集が報告されている。刀子や釘などの鉄製品や灰釉陶器などの土器・陶磁器類、古銭や水晶製の数珠玉、土馬、装飾円盤など、平安時代からの出土品があり、出土遺物は甲府市教育委員会の所有で、笛吹市の山梨県立博物館において常設展示されている。

## 周辺にある小屋
- 瑞牆山荘
- 金峰（きんぽう）山荘 - 長野県川上村の村営山荘。
- 大日小屋（閉鎖）
- 金峰山小屋

## 画像

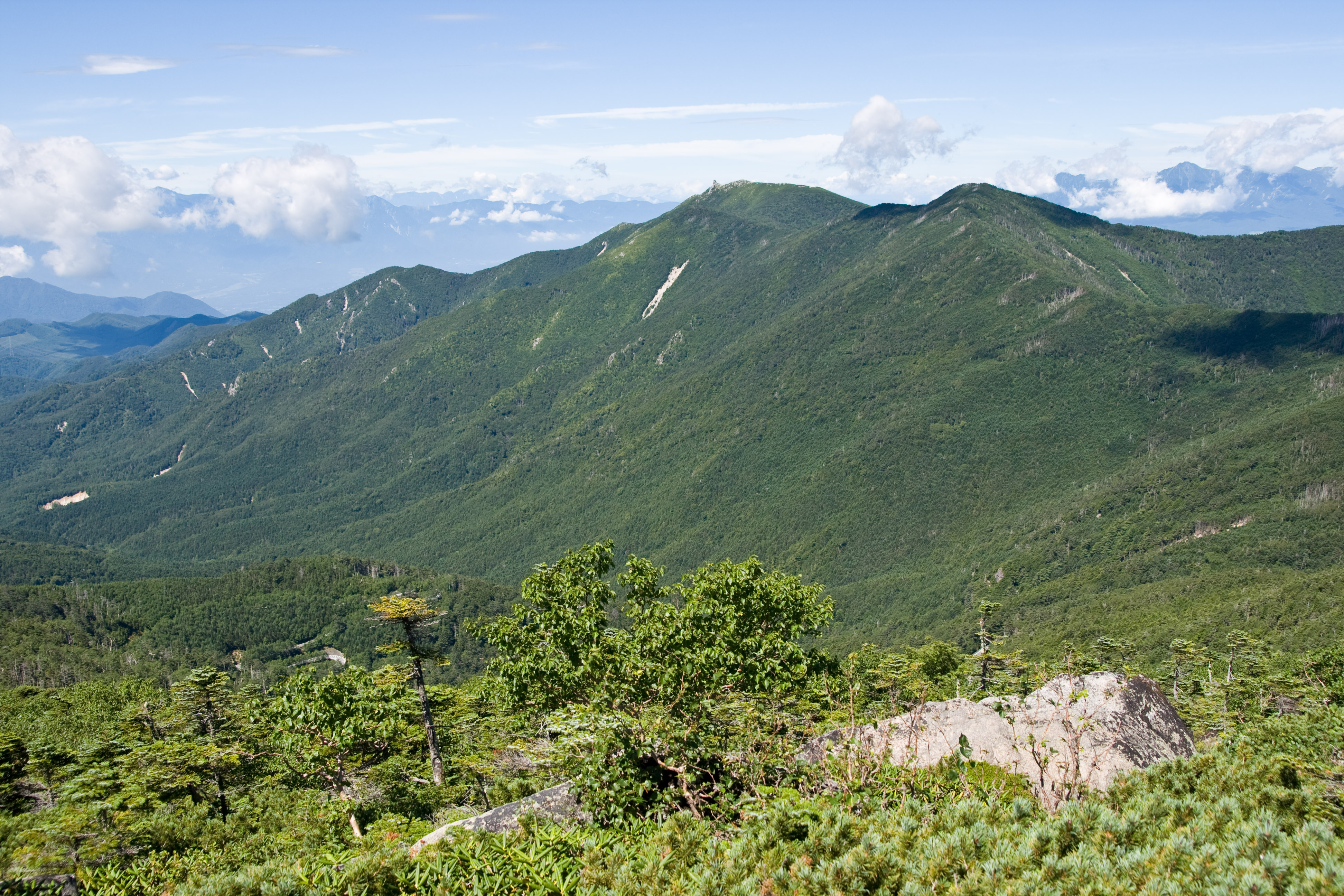
金峰山(左)と朝日岳(右)、北奥千丈岳から
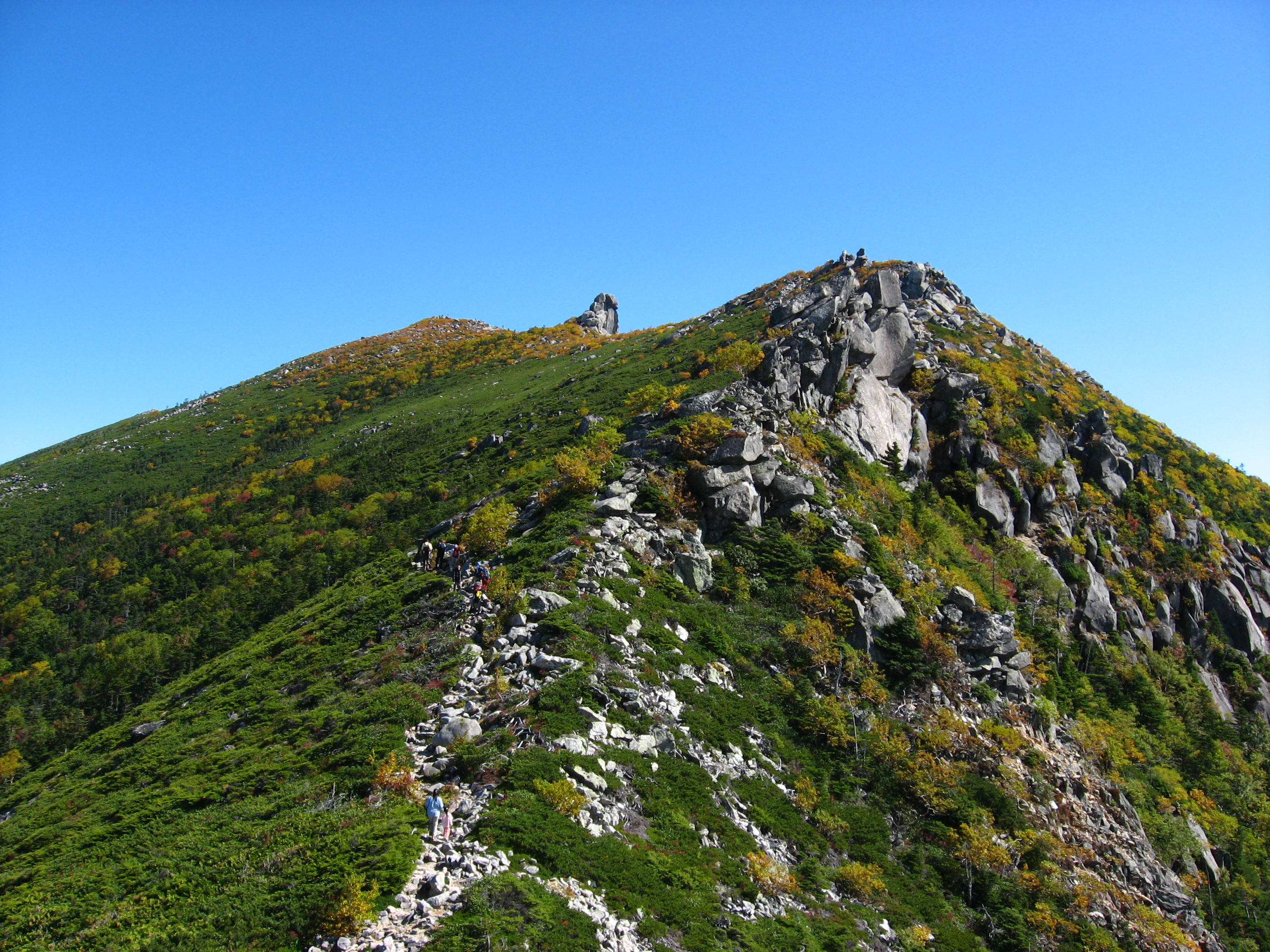
西側より仰ぎ見る山頂部
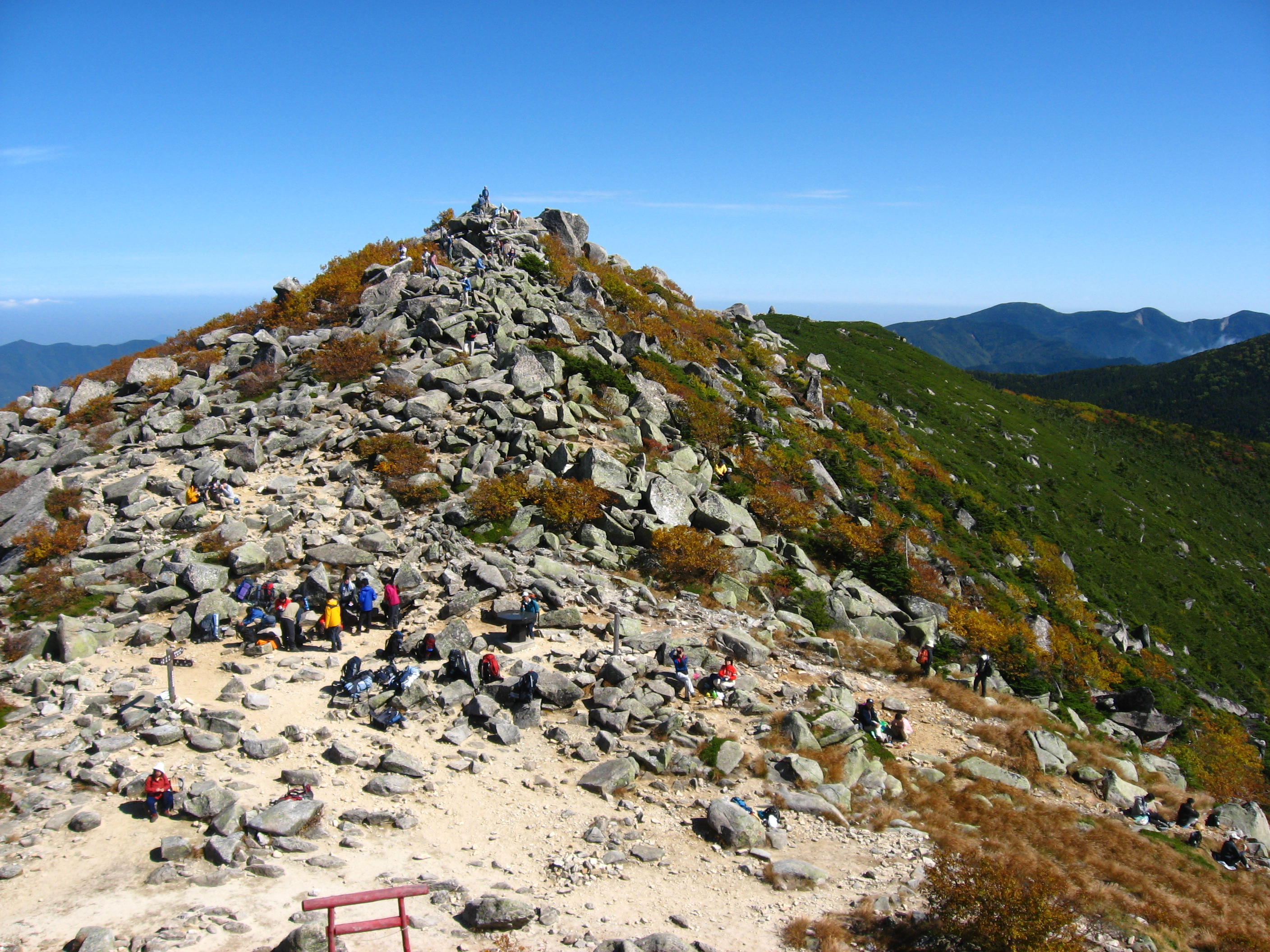
山頂を五丈岩より
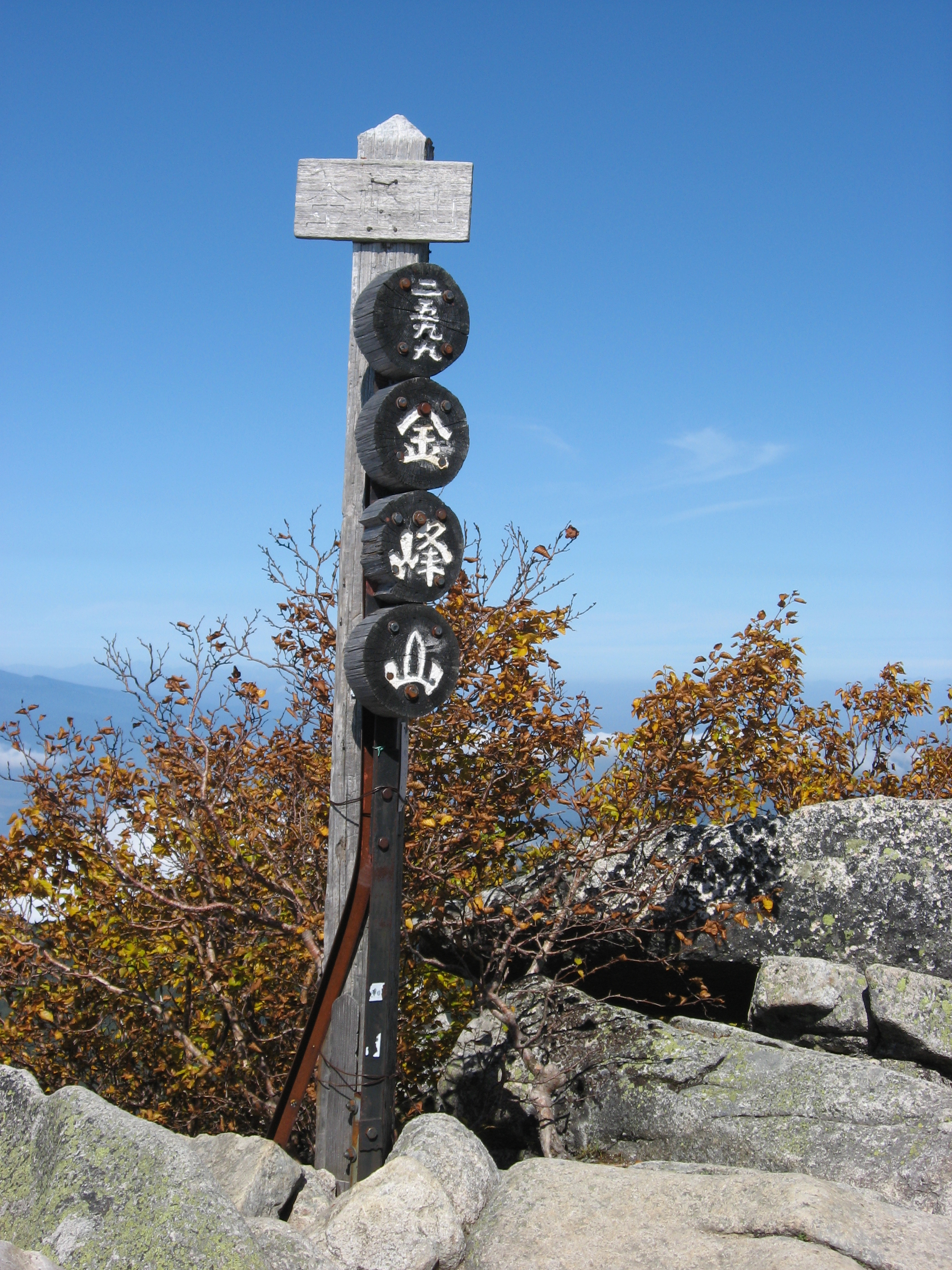
山頂標
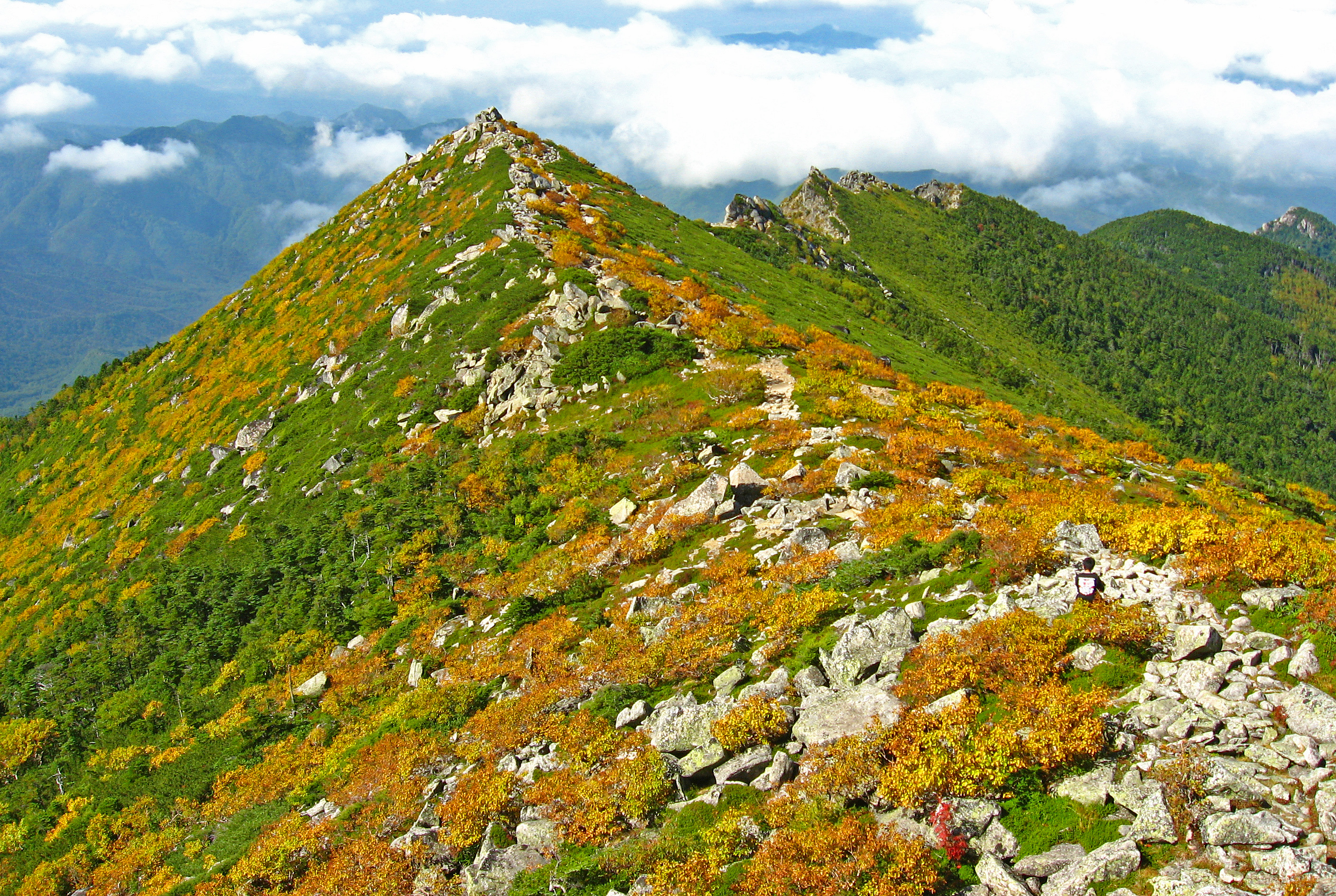
金峰山西稜の黄葉

## 隣接する山
- 北奥千丈岳
- 国師岳
- 朝日岳（朝日山）
- 瑞牆山
- 小川山